# Hinton (Iowa)
Hinton es una ciudad situada en el condado de Plymouth, Iowa, Estados Unidos. Tiene una población estimada, a mediados de 2022, de 950 habitantes.

## Geografía
La localidad está ubicada en las coordenadas 42°37′22″N 96°17′53″O / 42.62278, -96.29806 (42.62279, 42.62279). Según la Oficina del Censo, tiene una superficie de 2.32 km², correspondientes en su totalidad a tierra firme.

## Demografía
Según el censo de 2020, en ese momento había 935 personas residiendo en Hinton. El 95.0% de los habitantes eran blancos, el 0.3% eran afroamericanos, el 0.6% eran amerindios, el 0.3% eran asiáticos, el 0.2% eran isleños del Pacífico, el 0.3% eran de otras razas y el 3.2% eran de otras razas. Del total de la población, el 1.5% eran hispanos o latinos de cualquier raza.